# Carlos Sinópolis
Carlos Marúia Sinópoli fue un actor argentino que realizó pequeños papeles en películas argentinas.

## Carrera
Si bien fueron pequeñas apariciones, siempre tuvo parlamento aunque casi siempre sin nombre, salvo en Mi novia el... donde personifica al fotógrafo Cazenave. Actuó junto a figuras como Tristán, Javier Portales, Alberto Olmedo y Jorge Porcel.

## Filmografía
- 1981: Abierto día y noche
- 1980: ¡Qué linda es mi familia!
- 1980: Asi no hay cama que aguante
- 1978: Fotografo de señoras
- 1977: Un toque diferente
- 1976: Los hombres solo piensan en eso
- 1975: Maridos en vacaciones
- 1975: El Pibe Cabeza
- 1975: Mi novia el...
- 1974: hay que romper la rutina
- 1974: los vampiros los prefieren gorditos
- 1973: Los doctores las prefieren desnudas
- 1973: Los siete locos
- 1971: Los neuróticos